# New Zealand Football Championship 2009/10
Die sechste Ausgabe der New Zealand Football Championship begann mit dem ersten Ligaspieltag am 1. November 2009 und endete am 25. April 2010 mit dem Finalspiel. Meister wurde Waitakere United.

## Saison
Wie immer beherrschten vor allem Auckland City und Waitakere United die Meisterschaft. Auch Wellington qualifizierte sich erfolgreich für die Play-offs wie schon in der Vorsaison. Einzige Überraschungen waren, dass YoungHeart Manawatu nur auf Platz sieben landete und der Letzte der Saison 2008/09, Canterbury United, den Sprung in die Play-offs schaffte.

## Modus
Wie schon 2008/2009 bestand die Gruppenphase aus Hin- und Rückspiel, sodass jede Mannschaft am Ende 14 Spiele bestritten hatte. Die vier besten Teams qualifizierten sich für die Play-offs, die ebenfalls in Hin- und Rückspiel ausgetragen werden.

## Tabelle
| Pl. | Verein                | Sp. | S | U | N  | Tore    | Diff. | Punkte |
| --- | --------------------- | --- | - | - | -- | ------- | ----- | ------ |
| 1.  | Auckland City FC (M)  | 14  | 9 | 4 | 1  | 033:130 | +20   | 31     |
| 2.  | Waitakere United      | 14  | 9 | 2 | 3  | 031:220 | +9    | 29     |
| 3.  | Team Wellington       | 14  | 7 | 0 | 7  | 022:240 | −2    | 21     |
| 4.  | Canterbury United     | 14  | 5 | 3 | 6  | 023:160 | +7    | 18     |
| 5.  | Otago United FC       | 14  | 5 | 3 | 6  | 016:220 | −6    | 18     |
| 6.  | YoungHeart Manawatu   | 14  | 4 | 4 | 6  | 019:240 | −5    | 16     |
| 7.. | Hawke’s Bay United FC | 14  | 4 | 3 | 7  | 018:270 | −9    | 15     |
| 8.  | Waikato FC            | 14  | 3 | 1 | 10 | 019:330 | −14   | 10     |

| (M) | Meister 2008/09 |

## Play-offs

### Halbfinale
Die Hinspiele fanden am 4. April 2010 statt, die Rückspiele am 11. April 2010. Die Überraschung des Turniers machte Canterbury United perfekt, indem die Mannschaft den amtierenden Meister Neuseelands mit einem 3:0-Sieg im Rückspiel aus dem Turnier warf. Somit stand Canterbury zum zweiten Mal im Finale der New Zealand Football Championship.
|                   | Gesamt |                  | Hinspiel | Rückspiel |
| ----------------- | ------ | ---------------- | -------- | --------- |
| Canterbury United | 4:2    | Auckland City FC | 1:2      | 3:0       |
| Team Wellington   | 4:4    | Waitakere United | 3:2      | 1:2       |

### Finale
Das Finale fand am 24. April im Fred Taylor Park statt, dem Stadion von Waitakere United. Trotz eines frühen Führungstreffers von Canterbury konnte Waitakere das Spiel mit 3:1 gewinnen und wurde damit zum zweiten Mal nach 2007/08 Meister.